# 3. lipnja
3. lipnja (3. 6.) 154. je dan godine po gregorijanskom kalendaru (155. u prijestupnoj godini).
Do kraja godine ima još 211 dana.

## Događaji
- 350. – Nepotijan se proglašava rimskim carem i ulazi u Rim na čelu skupine gladijatora.
- 1140. – Francuski učenjak Peter Abelard osuđen zbog krivovjerja.
- 1539. – Španjolski istraživač Hernando de Soto osvaja Floridu.
- 1607. – Isusovci otvaraju klasičnu gimnaziju u Zagrebu, prvu u Hrvatskoj
- 1940. – Drugi svjetski rat: Luftwaffe bombardira Pariz.
- 1940. – Drugi svjetski rat: Bitka za Dunkirk završava njemačkom pobjedom.
- 1941. – Drugi svjetski rat: Wehrmacht sravnio sa zemljom grčko selo Kandanos i ubio 180 stanovnika.
- 1944. – Drugi svjetski rat: Savezničko bombardiranje Splita: 227 ubijena civila te nekoliko vojnika.
- 2006. – Crna Gora proglasila neovisnost od Srbije nakon što je s njom u nekoliko državnih zajednica provela 88 godina.

| - 1863. – Jevhen Petruševyč, predsjednik Zapadnoukrajinske Narodne Republike († 1940.) - 1891. – Zvonimir Stimaković, konjički general NDH († 1974.) - 1906. – Josephine Baker, američko-francuska plesačica i glumica († 1975.) - 1910. – Paulette Goddard, američka glumica († 1990.) - 1937. – László Magyar, profesor, arhivist, književnik († 1998.) - 1974. – Martín Karpan, argentinski glumac - 1976. – Nikos Hatzis, grčki profesionalni košarkaš - 1978. – Veljko Žibret, hrvatski profesionalni hokejaš na ledu - 1979. – Mato Neretljak, hrvatski nogometaš - 1982. – Jelena Isinbajeva, ruska atletičarka i časnica ruske vojske - 1985. – Javor Janakijev, bugarski hrvač - 1985. – Klemen Slakonja, slovenski komičar - 1986. – Rafael Nadal, španjolski tenisač - 1991. – Marc Vidal, francuski nogometaš - 1992. – Mario Götze, njemački nogometaš | - 1878. – Georges Bizet, francuski skladatelj (* 1838.) - 1886. – Karlo Lwanga, ugandski katolički svetac (* 1860.) - 1924. – Franz Kafka, njemački književnik (* 1883.) - 1937. – Emilio Mola, španjolski general i tvorac riječi peta kolona (* 1887.) - 1963. – Ivan XXIII., papa (* 1881.) - 1975. – Eisaku Satō, japanski političar i nobelovac (* 1901.) - 1977. – Archibald Vivian Hill, engleski fiziolog i nobelovac (* 1886.) - 1979. – Arno Schmidt, njemački književnik (* 1914.) - 2010. – Vladimir Arnold, ruski matematičar (* 1937.) - 2010. – Rue McClanahan, američka filmska i televizijska glumica (* 1934.) - 2014. – Brane Crlenjak, hrvatski slikar, kipar i medaljer (* 1930.) |

## Blagdani i spomendani
- Dan državnosti u Crnoj Gori

## Unutarnje poveznice
- 3. lipnja u Domovinskom ratu

- 3. lipnja u Drugom svjetskom ratu